# Tablette dynastique de Scheil

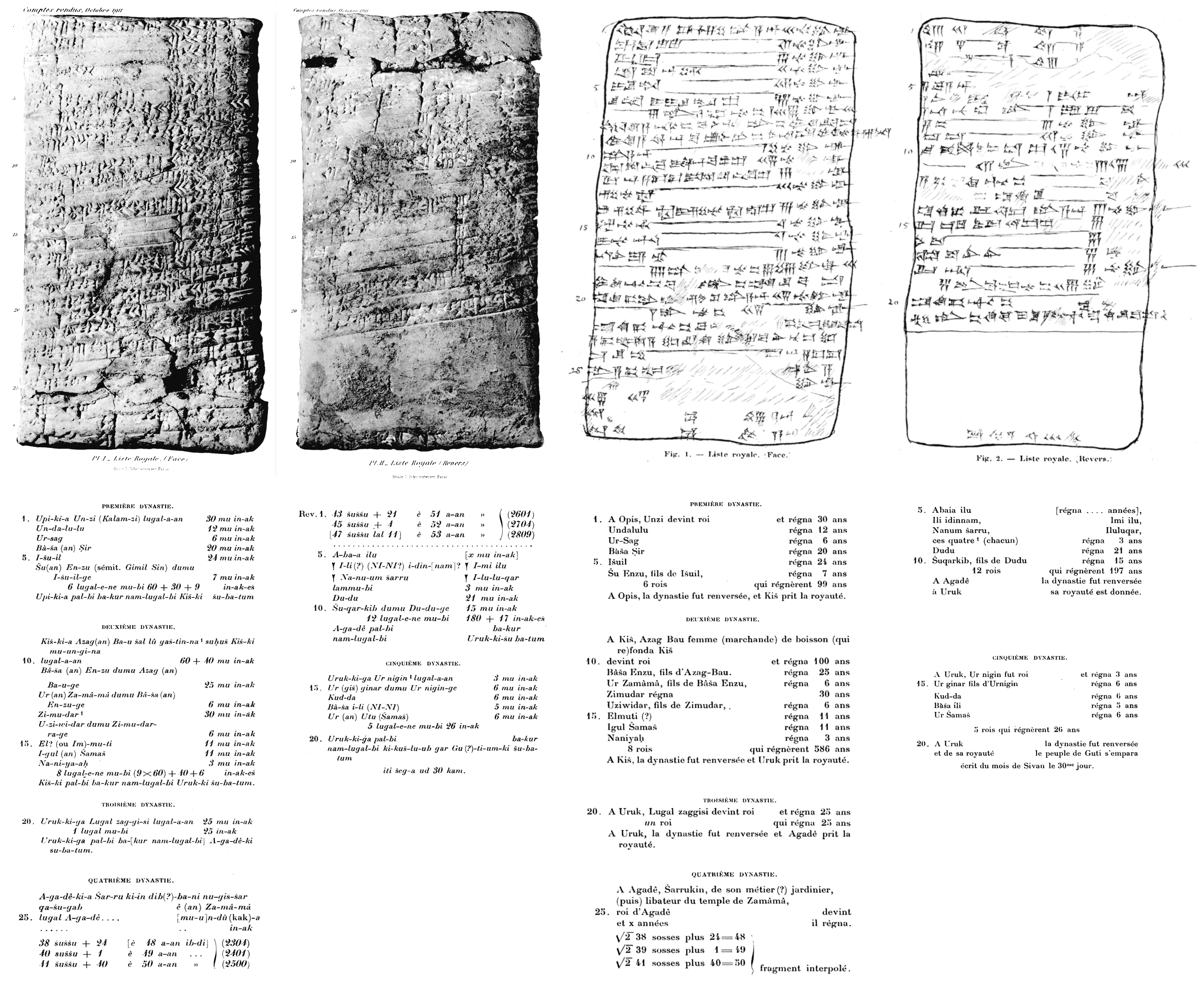
Tablette dynastique de Scheil

La tablette dynastique de Scheil ou tablette de Kish est une tablette gravée en cunéiforme, écrite en sumérien, provenant de l'ancienne Mésopotamie (actuel Irak) et contenant une variante de la liste royale sumérienne.

## Découverte
La tablette fut acquise en France, en 1911, par l'assyriologue Jean-Vincent Scheil auprès d'une collection privée. La tablette, supposée avoir été trouvée près de Kish fut aussi appelée tablette de Kish. Scheil traduisit la tablette en 1911 et en 1934.